# Marven Lake (Ontario)
Lake Marven ou Lac Marven est un lac au district de Cochrane en Ontario, Canada.